# Don't Shut Me Down
Don't Shut Me Down est une chanson du groupe suédois ABBA. Elle sort le 2 septembre 2021, étant avec I Still Have Faith in You l'un des deux singles du neuvième album studio du groupe, Voyage, le premier en 40 ans. 
Agnetha Fältskog et Anni-Frid Lyngstad sont les interprètes principales de la chanson, qui aurait été enregistrée en 2017. 
Les paroles évoquent le retour par surprise d'une femme auprès de son ex-conjoint ou conjointe, tout en pouvant également évoquer l'étrangeté du retour du groupe après une quarantaine d'années. 
À leur parution, les critiques reçues par les deux chansons, Don't Shut Me Down et I Still Have Faith in You, sont plutôt élogieuses.